# Андреас Шмідт (плавець)
Андреас Шмідт (нім. Andreas Schmidt, 22 вересня 1959) — німецький плавець.
Учасник Олімпійських Ігор 1976, 1984 років.
Призер Чемпіонату світу з водних видів спорту 1978, 1982 років.
Чемпіон Європи з водних видів спорту 1977, 1983 років, призер 1981 року.
Призер літньої Універсіади 1983 року.